# Volkswagen Passat III
La Volkswagen Passat III (chiamata anche Passat B3) è un'autovettura prodotta dalla casa automobilistica tedesca Volkswagen dal 1988 al 1993.
Si tratta della terza generazione della berlina Volkswagen.

## Descrizione

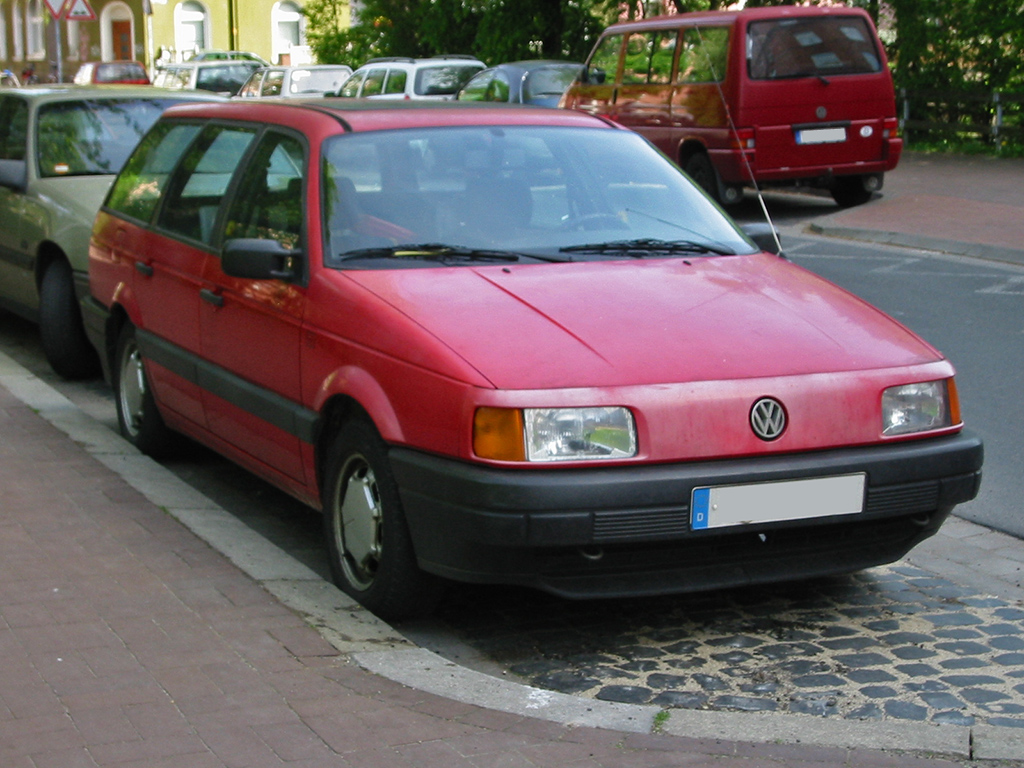
VW Passat Variant GL

Presentata al Salone di Ginevra 1988, la terza generazione della Passat fu commercializzata nel mercato europeo nel 1988, nel 1990 in quello nordamericano e nel 1995 in quello sud-americano. Le forme aerodinamiche (Cx 0,29) erano parecchio distanti dalla precedente generazione e assomigliavano molto di più alla Ford Sierra (la cui seconda serie venne commercializzata dal 1987 al 1993, in versione Fastback, Sedan e Wagon) per lo stesso stile (chiamato in inglese "Jelly Mould Style") con una lunghezza di 4670 mm. La mancanza di una griglia anteriore ricordava i vecchi modelli Volkswagen, quelli a motore posteriore come la "Tipo 4".

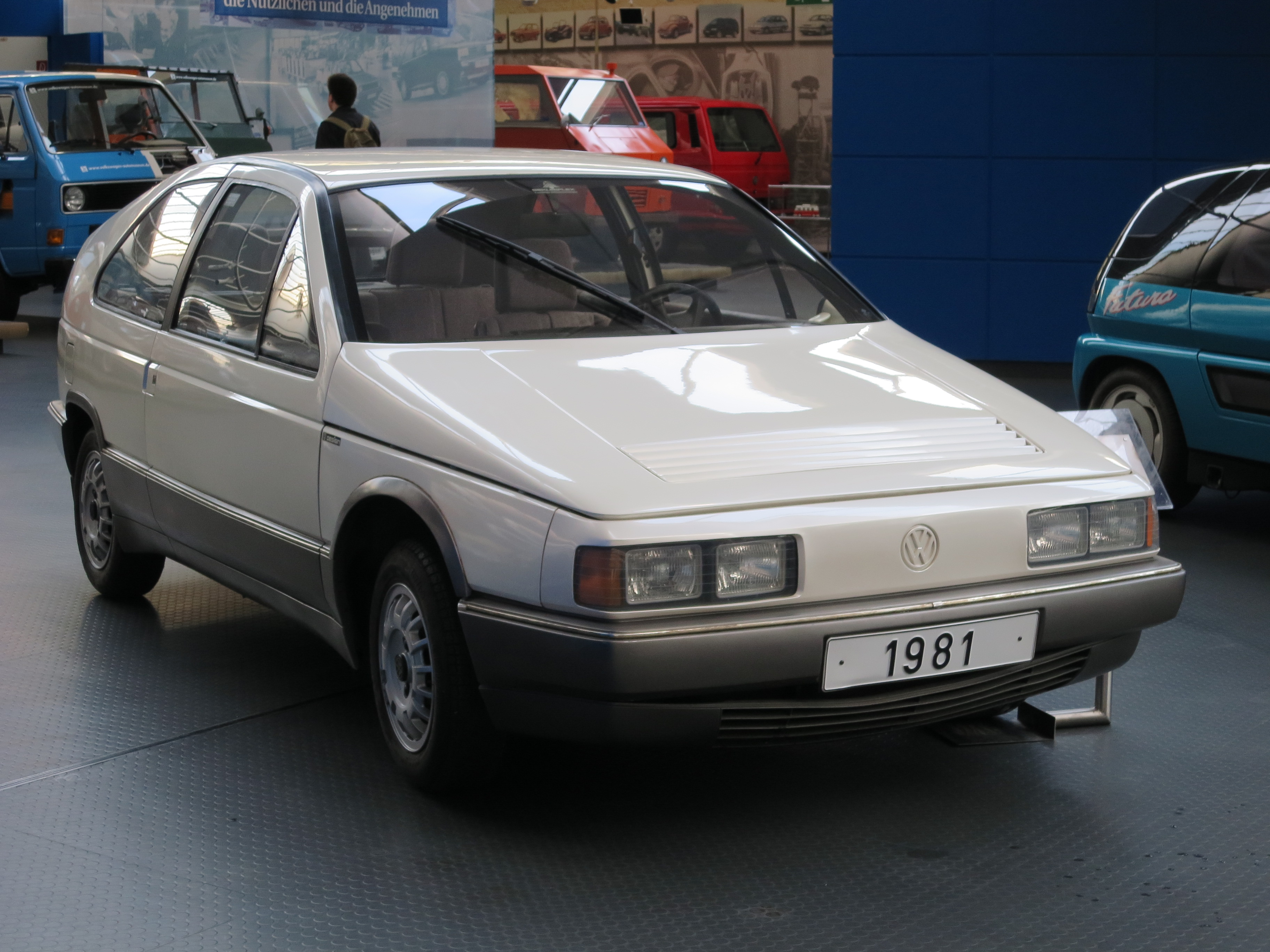
Volkswagen Auto 2000

All'epoca era la prima Passat a essere costruita su un pianale sviluppato interamente dalla Volkswagen (sulla base del pianale del modello Golf), e non in comune con l'Audi, come era avvenuto con i modelli precedenti. Anche se catalogato dalla Volkswagen come pianale B3, in realtà le dimensioni rassomigliavano più a quelle di un pianale A abbastanza ampio e, quanto a qualità percepita, il nuovo modello suscitò forse qualche perplessità.  
Lo stile fu affidato al designer tedesco Herbert Schäfer, che diede alla Passat B3 uno stile squadrato e spigoloso ispirato al prototipo Volkswagen Auto 2000 e alla Scirocco seconda serie.
Tante componenti della Golf sono state riutilizzate per la Passat, strategia adottata per contenerne i costi di produzione. Erano disponibili solo le versioni berlina (4 porte) e station wagon (5 porte). I motori a iniezione di benzina giravano meglio dei vecchi a carburatori e fornivano prestazioni superiori. I motori erano montati trasversalmente e c'era anche spazio per inserire la trazione integrale Volkswagen. I motori disponibili erano il 2 litri benzina 16 valvole con configurazione "GL", il 1.8 litri con configurazione CL, il 1.6 depotenziato da 73 CV, il nuovo 2.8 litri VR6 Volkswagen (impiegato anche nella Corrado) nella versione GLX (introdotta nel 1991 in Europa e nel 1992 in America) e il motore G60, con compressore volumetrico, anch'esso impiegato anche sulla Golf seconda serie e sulla Corrado.

## Motorizzazioni
| Modello          | Disponibilità    | Motore  | Cilindrata (cm³) | Potenza         | Coppia Massima (Nm) | Emissioni CO2 (g/km) | 0–100 km/h (secondi) | Velocità max (km/h) | Consumo medio (km/L) |
| 1.6 cat.         | dal 1988 al 1992 | Benzina | 1595             | 54 kW (73 CV)   | 123                 | n.d                  | n.d                  | 171                 | 13,5                 |
| 1.8              | dal 1988 al 1989 | Benzina | 1781             | 64 kW (87 CV)   | 140                 | n.d                  | n.d                  | 177                 | 11,7                 |
| 1.8i             | dal 1989 al 1992 | Benzina | 1781             | 66 kW (90 CV)   | 145                 | n.d                  | 13.8                 | 177                 | 13,3                 |
| 1.8i cat.        | dal 1988 al 1994 | Benzina | 1781             | 81 kW (110 CV)  | 156                 | n.d                  | 11.3                 | 192                 | 13,1                 |
| 1.8 16V GTi      | dal 1988 al 1992 | Benzina | 1781             | 98 kW (133 CV)  | 158                 | n.d                  | n.d                  | 206                 | 12,1                 |
| 1.8 cat G60 GTI  | dal 1989 al 1994 | Benzina | 1781             | 118 kW (160 CV) | 225                 | n.d                  | 9.6                  | 215                 | 10,6                 |
| 2.0i cat.        | dal 1990 al 1994 | Benzina | 1984             | 85 kW (116 CV)  | 166                 | n.d                  | 11.8                 | 195                 | 12,3                 |
| 2.0i 16V cat. GT | dal 1989 al 1993 | Benzina | 1984             | 100 kW (136 CV) | 180                 | n.d                  | 10.2                 | 206                 | 12,3                 |
| 2.8i VR6 cat. GT | dal 1991 al 1993 | Benzina | 2792             | 128 kW (174 CV) | 235                 | n.d                  | 8.2                  | 224                 | 10,6                 |
| 1.6 Turbodiesel  | dal 1988 al 1994 | Diesel  | 1588             | 59 kW (80 CV)   | 152                 | n.d                  | n.d                  | 170                 | 16,8                 |
| 1.9 TD Eco       | dal 1992 al 1994 | Diesel  | 1896             | 55 kW (75 CV)   | 140                 | n.d                  | 17.7                 | 165                 | 16,1                 |